# Volga Siber
ГАЗ Volga Siber (рус. Волга Сайбер) — российский среднеразмерный седан, выпускавшийся с 2008 по 2010 год. Представлен российской компанией «Группа ГАЗ» на выставке «Интеравто-2007» в Москве 29 августа 2007 года как GAZ Siber. В дальнейшем торговое название модели было изменено на Volga Siber. В 2008—2010 годах было выпущено лишь несколько небольших партий.

## Конструкция
Седан создан на лицензионной переднеприводной платформе Chrysler JR41, Chrysler Sebring и Dodge Stratus второго поколения; серийное производство началось в 2001 году. Дизайн разработан английским ателье UltraMotive, при этом стояла цель по максимуму использовать уже имеющиеся американские наработки и придать российской версии автомобиля черты классических легковых автомобилей.
Внешне от американских автомобилей-доноров Volga Siber отличается бамперами, дизайном радиаторной решётки и светотехникой. Автомобиль адаптирован к эксплуатации в российских условиях, в частности, повышена жёсткость подвески, улучшена управляемость, используется крепёж только с метрической, а не дюймовой, резьбой. Из явных недостатков в конструкции в российских условиях можно выделить малый клиренс — он составляет всего 140 мм.
Модель планировалось выпускать в двух комплектациях: Comfort (c двигателями 2,0 и 2,4) и Lux (двигатель 2,4 л). Имелись и планы по установке 2,7-литрового V6. Тем не менее в серийное производство пошли только 2,4-литровые модификации с четырёхступенчатой автоматической трансмиссией (АКПП). С начала апреля 2010 года появилась версия Volga Siber с 2,4-литровым двигателем и пятиступенчатой механической КПП (МКПП) NV-T350 производства New Venture Gear. Согласно информации производителя, такая модификация была создана с учётом пожеланий потенциальных покупателей. Для работы с МКПП двигатель седана доработали — в частности, повысили крутящий момент на низких оборотах.
В результате базовой комплектацией Volga Siber стало исполнение Comfort с четырёхцилиндровым двигателем объёмом 2,429 л. с клапанным механизмом DOHC (143 л. с., 210 Н·м) и пятиступенчатой МКПП.

## Комплектации
Стоимость базовой Volga Siber с механической коробкой передач на 1 апреля 2010 года составляла 496 200 рублей (примерно на 20 000 рублей меньше, чем стоила комплектация с автоматической КПП).
В базовый пакет оснащения Comfort входят: оцинкованный кузов, кондиционер, две подушки безопасности Next Generation с многоступенчатым заполнением газом, АБС, противобуксовочная система «Traction control», галогенные фары с задержкой отключения и регулировкой уровня, гидроусилитель руля, регулируемая по углу наклона рулевая колонка, электроприводы подушки сиденья водителя (6 направлений; спинка и поясничный упор имеют ручную регулировку) и всех стёкол (с системой «One Touch» только для стекла водителя), аудиосистема с CD-ресивером, 6 колонками и усилителем, обогреваемые и складывающиеся зеркала с электрорегулировкой, зеркало заднего вида с автоматическим затемнением, подсвечивающиеся зеркала в противосолнечных козырьках, центральный замок, полноразмерное запасное колесо. Цена в этой комплектации составляла 516 тысяч руб.
Стандартное оборудование исполнения Lux помимо базового: кожаный салон с фальшдеревянными отделочными панелями, регулировка сиденья водителя в 10 направлениях и подогрев передних сидений, подсветка подстаканников задних пассажиров, легкосплавные колёса, омыватели передних фар и противотуманные фары. Цена на автомобили комплектации Lux составляла 586 300 рублей.
Автомобиль предлагался в одном из пяти вариантов окраски (все — «металлик»): золотистый Las Vegas Gold; чёрный Hollywood Black; тёмно-синий Chicago Blue и серебристый Alaska Silver, белый «Arctic White».
С 2009 года Volga Siber должен был получить двигатель объёмом 2 литра мощностью 141 л. с. и механическую КПП, но такая комплектация в производстве так и не была освоена.
Гарантия на автомобиль составляла три года или 100 000 км пробега. Специализирующиеся на нём станции технического обслуживания отсутствуют, однако обслуживание автомобилей «Сайбер» производится на станциях технического обслуживания, специализирующихся на других моделях ГАЗ, а также занимающихся ремонтом американских автомобилей.
Продажей Volga Siber занимался 121 дилерский центр в 79 городах России.

## Производство

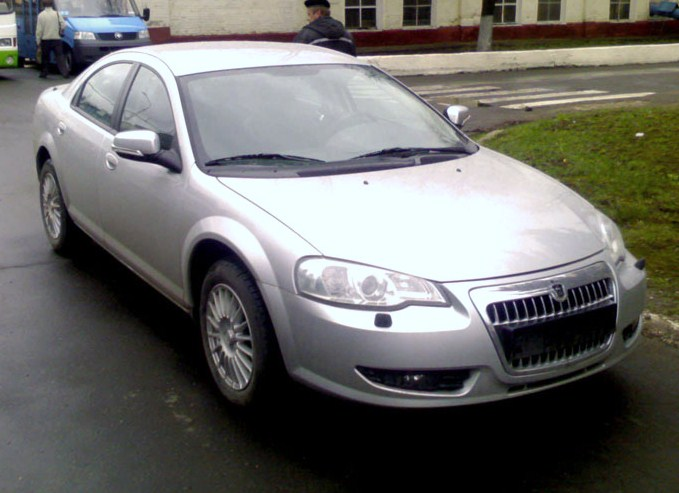
Volga Siber на территории завода ЛиАЗ

28 марта 2008 года состоялся запуск производства опытно-промышленной партии легкового автомобиля Siber. 25 июля 2008 года стартовало серийное производство Volga Siber. 29 августа 2008 года ГАЗ приступил к отгрузке Volga Siber крупнейшим корпоративным заказчикам — госструктурам, силовым ведомствам и Сбербанку России. 1 октября 2008 года начались розничные продажи Volga Siber физическим лицам.
Для производства Siber была оборудована новая технологическая линия. На заводе используется система контроля качества сборки, аналогичная установленным на заводах Chrysler. Все рабочие прошли профессиональную подготовку за рубежом.
Первичной локализации были подвергнуты передние фары и задние фонари, бамперы (передние, задние), панель приборов, уплотнительные элементы, дверные ручки, сиденья, панели интерьера. Использование российских деталей предполагалось только при достижении соответствующих объемов сборки, а также сравнимого или более высокого уровня качества комплектующих против зарубежных аналогов. Предельный уровень локализации определялся на уровне 50 процентов. Большинство остальных комплектующих, в том числе, холоднокатанная сталь для сварки кузова и силовые агрегаты производства компании Chrysler LLC, поставлялось из США.
Первоначально планировалось, что в 2008 году будет выпущено 10 000 автомобилей Volga Siber, а в 2009 году — 45 000. В более отдалённой перспективе ежегодный выпуск Volga Siber планировался в объёме 65 000 автомобилей при проектной мощности завода 100 000 автомобилей, которую предполагалось достигнуть за счёт освоения крупноузловой сборки автомобилей более экономичных классов.
Скорректированный из-за начавшегося кризиса план предполагал выпуск в 2008 году только 3000 автомобилей, а в 2009 году — 10 000. Фактически в 2008 году было произведено 1717 «Сайберов», а продано — всего 428 машин. Откорректированный план на 2009 год составлял 8000 автомобилей (в объёме закупленной в США партии сборочных комплектов). По озвученным 2 марта 2009 года данным газеты «Ъ», производство Volga Siber должно было быть свёрнуто уже в 2010 году как нерентабельное. Впрочем, уже 3 марта руководство «Группы ГАЗ» выступило с официальным опровержением данной информации. Тем не менее производство Volga Siber было остановлено в марте 2009 года (в первом квартале, согласно данным «АСМ-Холдинг», произведено лишь 187 единиц). В июне производство модели Volga Siber было возобновлено в связи с выполнением госзаказа. По данным «АСМ-Холдинг», за первые 6 месяцев 2009 года произведено 445 «Сайберов».

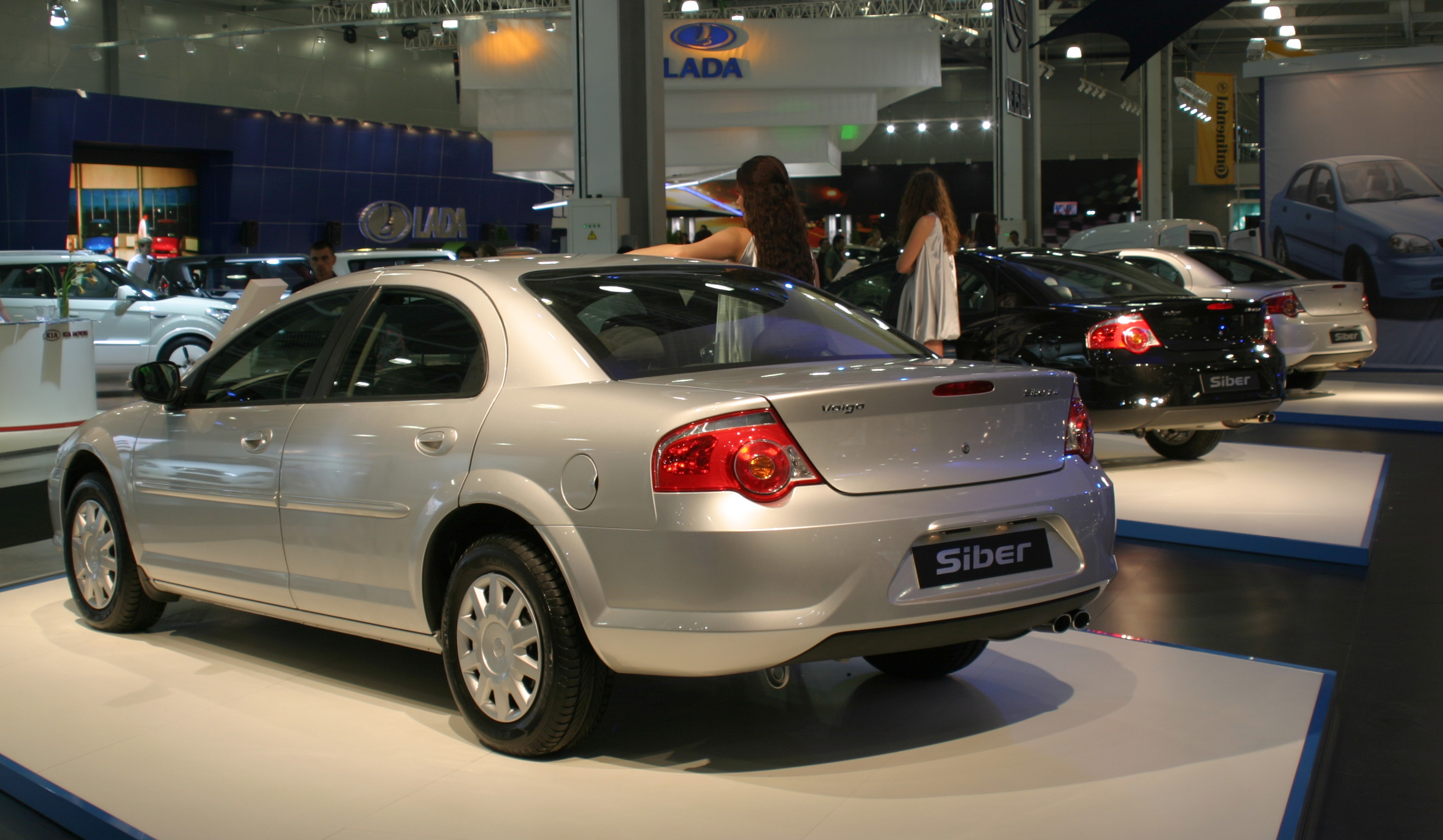
Оформление задней части

В конце 2009 года завод завершил выполнение двух контрактов на поставку 188 автомобилей МВД России и 256 ед. — МЧС России. Кроме того, на конец 2009 года товарные автомобили «Сайбер» имелись в дилерских представительствах в Нижнем Новгороде и других городах. Фактически в 2009 году был произведён лишь 2151 «Сайбер», а продано — 2780 машин.
В январе—июне 2010 года ГАЗ планировал выпустить 2,5 тысячи автомобилей Volga Siber. Во втором квартале 2010 года производство «Сайбера» снова было приостановлено из-за проблем с поставкой комплектующих. 25 мая 2010 года «Группа ГАЗ» объявила о возобновлении производства модели Volga Siber. Производственные планы на I полугодие 2010 года изменены не были. Фактическое производство «Сайберов» за 6 месяцев 2010 года, согласно данным «АСМ-Холдинг», составило 1333 машины, за 9 месяцев — 4015 единиц, а за 12 месяцев — 5065 единиц.
В июле 2010 года руководство ГАЗа объявило о планах выпуска в 2010 году 5,1 тыс. «Сайберов» в связи с ростом спроса по утилизационной программе.
10 сентября 2010 года «Группа ГАЗ» объявила о запуске собственной программы по утилизации легковых автомобилей, предоставляющей скидку в размере 70 тысяч рублей на автомобиль Volga Siber. Она могла суммироваться со скидкой по государственной программе утилизации автомобилей, которая составляла 50 тысяч рублей. Получить скидку по программе можно было в обмен на любую машину, вне зависимости от её года выпуска и массы, а также от срока владения ею. Кроме того, программа действовала как для физических, так и юридических лиц из любого региона России. Программа утилизации действовала до 31 декабря 2010 года.
По утверждению бывшего президента «Группы ГАЗ» Бу Андерссона, производство Volga Siber было прекращено 31 октября 2010 года из-за слишком низкого спроса и убыточности производства данной модели для АЗ ГАЗ.

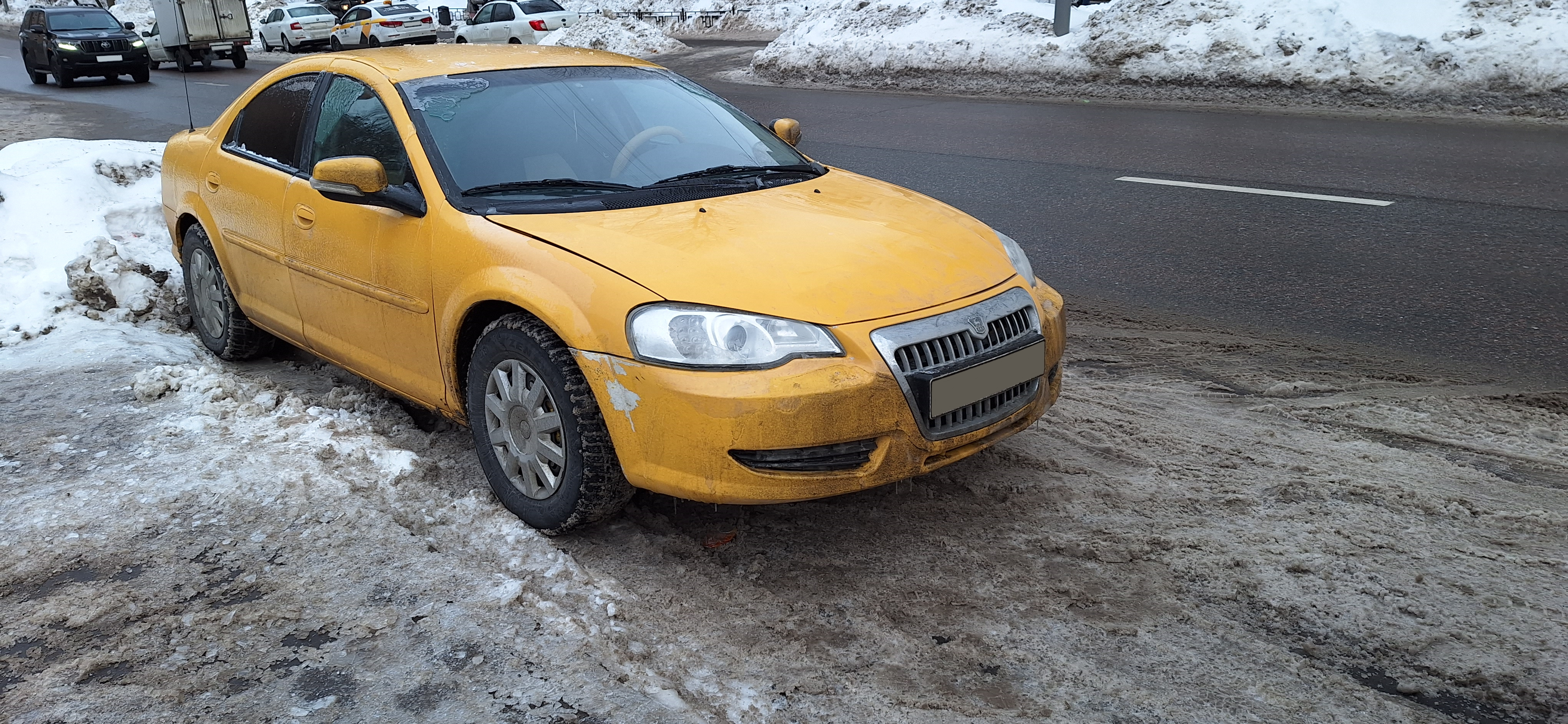
Волга из такси

Фактически в 2010 году было произведено 5065 «Сайберов», а продано — 5490 машин. Таким образом суммарный объём выпуска Volga Siber, по данным «АСМ-Холдинг», в 2008—2010 годах составил 8933 единицы.
Непроданные Volga Siber используются в проекте компании «Базэл». С 1 марта 2011 года компания запустила проект такси «Кубань-экспресс», который специализируется на трансферных перевозках в аэропортах Краснодарского края. Парк краснодарской службы аэропортового такси составил до 60 автомобилей Volga Siber. С 1 июня 2011 года работа аэропортового такси запускается в аэропортах Геленджик и Анапа. В каждом из этих аэропортов появится порядка 10 автомобилей, затем это количество будет корректироваться с учётом потребностей пассажиров.